# میرکو وویلرمین
میرکو وویلرمین (انگلیسی: Mirko Vuillermin؛ زادهٔ ۲ اوت ۱۹۷۳) اسکیت‌باز سرعت اهل ایتالیا است.